# 図鑑
図鑑（ずかん、英語: pictorial book、あるいは field guide）は、ある分野、特に基本的には生物、岩石、鉱物といった自然物、発展的には乗り物などの人造物の科学的に正確な図（絵画・写真）を並べ、それと対にした解説文書を付す、総覧的な博物学書籍のこと。

## 概要
図鑑とは、元来は生物学の分野で作られたもので、その目的は主として生物の種の同定の補助である。
通常、ある分類群の生物の専門研究者や、プロの研究者と肩を並べるようなセミプロ級のアマチュア研究家の場合、専門とする分類群の同定に際しては、そこに属する各々の種の原記載論文、あるいは特定の分類群の分類学的総説論文（モノグラフ）などを綿密に収集し、さらには参照用の標本の膨大なコレクションを構築して、これらとの照合、もっとも厳密には原記載時に指定されたタイプ標本を収蔵博物館などから取り寄せ、これとの照合によって精密な同定を行う。しかしこのような専門家にしろ、自分の狭い専門分類群から外れた分野の生物では、たとえ近縁群でも必要な参考文献や参照標本を網羅しつくしていないことが多いし、ましてや入門者程度の愛好家や分野外の専門家学では上記のような方法を使った同定は不可能に近い。それに対して、学校理科教育の場や環境調査など、生物の同定が必要な場面は広く存在し、それらに必ず専門家が関わるのは難しい。
しかし、そのような非専門家でも、わかりやすい図版と、簡略化された、要点をまとめた記載があれば、十分に同定は可能である。そのような目的で作られた書物が本来の図鑑である。また、種の特定の補助手段として、検索表が付される例も多い。

## 定義
一般的に大型サイズのものが多く、逆に携帯用にあえて小型に編集した「ポケット図鑑」と呼ぶ様式のものもある。諸外国にも図版を多用した博物学、自然史学の類似した側面を有する書籍はあるが、日本で独自の発展を遂げた博物学書籍の様式だといわれている。
古くは図譜、あるいは図説という語もほぼ同様に使われたが、現在では書名に使われることがあることを見るぐらいで、書籍のジャンル名として単独で用いることはほとんど見掛けなくなっている。

## 歴史
図鑑という名称を用いた博物学書は、牧野富太郎の『日本植物図鑑』がその最初であるといわれる。実際には、それより多少遡る使用例があるようだが、図版を多用する博物学書の様式としての用法は、「図鑑」という語とともにこの書によって普及したものであるのは確かなようである。牧野の『日本植物図鑑』は1925年に出版された。同年、村越三千男の『大植物図鑑』も出版された。これらの図鑑は、日本の学校制度の整備にしたがって、全国の学校での博物学教育の現場で、各地の生物の名前を知る必要性が高まったことによるとも言われ、それまで散発的に出版されていた多くの植物図譜等の集大成として作られたものであった。
初期には牧野富太郎の植物図鑑を出して「図鑑の北隆館」のブランドで知られた北隆館や、戦後になって標本写真や彩色図版によるカラー図鑑をシリーズ化して出してきた保育社といった出版社が力を入れ、さまざまな分類群の図鑑を出版していた。さらに、学習研究社（現・学研ホールディングス）や小学館といった、学習書を得意分野としてきた出版社は、高度経済成長期に児童向けの図鑑を数多く出版するようになった。北隆館や保育社の図鑑が、あくまでも生物の簡易同定用の出版物であるため、分類学的な形態形質以外の情報はあまり盛り込まれていなかったのに対し、学習研究社、小学館の図鑑は児童の学習書としての性格が強かったため、分類学的な記載文はほとんど記されなかった一方で、生態や飼育・栽培方法などの総合的な情報が積極的に記述された。
高度経済成長期が過ぎ去ると、図鑑の出版状況は次第に変化していく。理科離れ、昆虫採集などの自然史系の趣味を持つ層の高齢化などによって、古典的な図鑑の出版が頭打ちになっていく。北隆館の図鑑は1980年代半ば以降、新しいものは編集されなくなり、かつての遺産の再版、解説文に手を加えた改訂版が出されるのみとなっていった。保育社の場合は1990年代になっても新しい図鑑の編集を続けたが、1999年になって経営状況が悪化して事実上の倒産状態となり、以後は既存の図鑑の再版のみとなった。
一方で、新しいスタイルの図鑑が登場する。1990年代になると、既存の図鑑の精度に満足できない層を対象とした、きわめて専門性、学術性が高く、専門研究者や環境コンサルタント技術者の業務上の実用に耐えるような高価な図鑑を出す出版社も現れる。こうした図鑑の出版は主として東海大学出版会や北海道大学出版会といった大学出版局が、事実上文化事業としてその任を担っている。
こうした狭い範囲の専門家を対象として特化した図鑑が増えてきた一方で、山と溪谷社の出版物に代表されるように、手ごろな価格帯で生態写真を豊富に掲載した写真図鑑が、精密な同定用ではなく一般向けの科学読み物、ナチュラリストの目を楽しませる写真集的な位置付けで数多く出版されるようになった。
こうして21世紀初頭現在、図鑑の様式は大きく二極分化する形で変化してきている。

## 形式
元来はページを規則的に区画分けし、1つの区画を1種類に当て、上半分を図、下半分を解説文に当てる体裁をとった。それまでの博物学的書物は、文章による解説を前半に置き、本の最後に図版を集中させるものが多かった。それに比べると図と説明を引き合わせた上で他種と比較するのがたやすく、種名を調べるには都合のよい体裁である。後にはページの上の方に図を集中させ、下に解説を集めるもの、図版のページと文章や線画による解説のページを交互に配置したものが多くなった。特に後者は多色刷りのページと単色のページが分けられるから、紙質を変えることも可能であり、多く使われた。本の中で図版と解説を分けたものであっても、特定分野をある程度網羅的に扱うものは図鑑と呼ぶようになっている。
当初は生物学の専門的論文では普通の線画による図が中心であったが、印刷技術等の向上に従い、彩色図版のものが主流となり、その場合には原色図鑑と呼ばれた。昭和後半からはカラーの標本写真の、さらには平成年間ではカラーの生態写真の図鑑が増えている。これはデジタルカメラ写真ブームとも連動しているようである。ただし、詳細な同定には線画が不可欠の場合が多いことは注意すべきである。
図鑑の位置づけとして以下のようなものがある。

### 一般向け専門書的図鑑
北隆館・保育社の2社の図鑑はおおむね専門家と入門者を橋渡しし、非常に幅広い利用者を想定した位置付けの編集がほどこされている。この2社に代表される様式の図鑑は、美しい図版によって記載文を読みこなせない入門者にもある程度の絵合わせ同定を可能にし、より高度に学んだ者に対しては図版と対になった簡便な記載文によって、絵合わせより精度の高い同定手段を提供している。もちろん、専門家が専門的文献や膨大な参照標本に基づいて行う同定と比すると正確性に難があることは否めないし、読者の需要が低い分類群では網羅性も低いのが実情である。
また、このような図鑑は冒頭にその生物群に関する基本的知識を、巻末には標本の作り方や簡単な研究法などの話題を掲載し、その分野の専門的研究への入門書としての役割も果たしていた。

### 児童向け学習書的図鑑

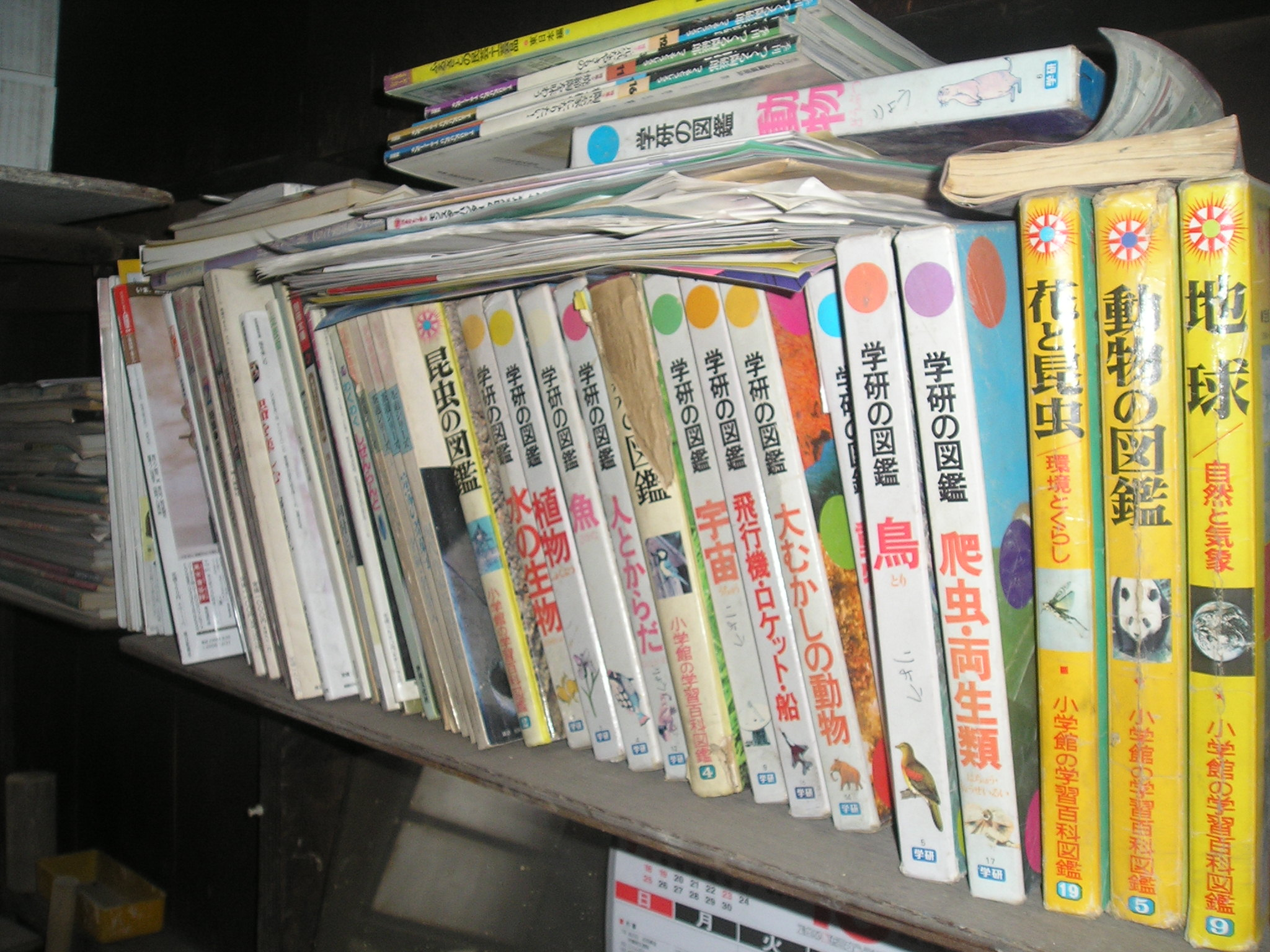
「学研の図鑑」と「小学館の学習百科図鑑」

学習研究社や小学館といった、学習書を主に扱ってきた出版社の図鑑は、画家による彩色図版が頁を美しく飾り、児童にとって身近な生物や世界の珍奇な動植物を紹介し、またそれを通じて生物の基礎知識を与えるよう工夫されたものであった。あるいは生物以外でも児童に人気のある乗り物を扱う他、保健体育や社会科、理科の学習参考書的な位置付けのシリーズも出版された。価格も北隆館の10分の1、保育社の3分の1程度の安価な価格帯に設定され、家庭で購入して子供に与えやすい位置付けの出版物として出された。また、同一会社から幼児向け、学童向けなどいくつかのシリーズが出ている例もある。

### 専門家向け高額書
1990年代以降、大学出版局などから相次いで出されたもので、ごく限られた分類群に関する、非常に詳しい図鑑である。精密な同定の助けとなる検索表が充実し、高度な記載文や同定の助けとなる部分の線画が豊富に掲載されている。さらに、特定の狭い分類群を扱って、日本産のほぼ全種を網羅して同定ができる、あるいは参考文献のレファレンス欄も充実しているといった、学術書としての水準を高度に満たしている。保育社も、事実上の倒産に至るまでの1980年代半ばから90年代末に至る時期に出した図鑑は、こうした形式にかなり近い様式に変化してきていたし、講談社や平凡社の出す図鑑も、こうした方向性が著しい。

### 一般向け写真集的図鑑
平成以降の「山と渓谷社」に代表される、カラーの生態写真を多用した図鑑である。このスタイルの図鑑は、同定用としてはやや難がある。写真は直感的にはわかりやすいが、分類上重要な細部の特徴はわかりにくいのが普通だからである。したがって、種多様性の高い昆虫などでは蝶を除くと実際的な同定には堪えない。ただし一部の種子植物と鳥類を扱ったものなどは、種数もある程度限られているうえに、分野として需要が高く、充実したものも多いので、主として野外での同定用に編集されてその用途に耐える。また、この傾向の出版物は各地の有名な山や自然公園などにおける案内書として出版されているものも良くある。この形の図鑑の多くはむしろ、総合的なその分類群や地域の自然史ガイドブックとしての性格が強い。出版市場における図鑑の主流はこのスタイルに移行したともいえる。
なお、そのような中で2007年頃に相次いで出版されたカヤツリグサ科の写真図鑑は、各種について細部も含む複数の写真を組み合わせることで、同定の精度を上げようと試みているのは興味深い。

### 持ち出し用図鑑
一般に図鑑は図版が多く、その印刷がきれいである方が良いから、大型厚手の書籍となりがちである。他方で、その目的が生物などの同定であることから、野外で活用したい場面もある。中には大部の図鑑を担いで山に出るものもあるが、出来れば小さい方が扱いやすいであろう。そのような観点から、あえて小さい形の図鑑が作られる場合もある。フィールド図鑑、ポケット図鑑、ハンディ図鑑などと名付けられているのはそのような書籍である。最初からそのために作られているものもあるが、しっかりした図鑑として企画された図鑑に対して、その省略版の形で作られたものもある。

## 類図鑑的出版物
上記のように、図鑑は博物学的書籍であるが、それが一般化するにつれ、それ以外のジャンルにおいても図鑑的体裁の書物が出されるようになった。上記のように学習書を多く手がける出版社が出した児童向け図鑑シリーズには、自動車や鉄道など工業生産物の図鑑や国語や歴史など教科に関わる図鑑も見られる。後者の場合図鑑と言える体裁は、もはや同シリーズの図鑑と共通の外見であること以外には見出せず、実質は図版を多用した、学習百科事典の一様式といったほうが適切である（鉄道図鑑の中には「特急列車」「ブルートレイン」など、鉄道趣味の方面に踏み込んだものまであった）。怪獣ブームの際には、当然のように怪獣図鑑が、妖怪ブームの際には妖怪図鑑が出版された。これは、むしろ生物図鑑の体裁を意図的に取ることによって、それらしさを演出したと見るべきだろう。

## 図鑑の例
- 自然科学・理工学系
動物・植物・鉄道・航空機・宇宙・人体など
- 人文・社会科学系
地図など
- 芸術その他
切手・美術など
- 低学年向け博物学
学習図鑑